# Antonio Almela Samper
Antonio Almela Samper (València, 23 de juliol de 1903 - 4 de desembre de 1987) fou un enginyer valencià, acadèmic de la Reial Acadèmia de Ciències Exactes, Físiques i Naturals.

## Biografia
Llicenciat en enginyeria de mines el 1927, va treballar uns anys a Alts Forns de Sagunt fins que el 1935 treballà com a paleontòleg per a l'Institut Geològic i Miner d'Espanya amb Julio Garrido Mareca. Va obtenir la càtedra d'estratigrafia i paleontologia de l'Escola Tècnica Superior d'Enginyers de Mines de la Universitat Politècnica de Madrid. De 1958 a 1965 fou director de l'Institut Geològic i Miner d'Espanya. També fou vicepresident del Consell Superior del Ministeri d'Indústria i Energia d'Espanya, conseller de nombre del Patronat Diego de Saavedra Fajardo, del CSIC i vocal de la Junta d'Energia Nuclear. Doctor Honoris causa per la Universitat de Dijon
El 1964 fou nomenat acadèmic corresponent de la comissió de geologia de la Reial Acadèmia de Ciències i Arts de Barcelona i el 1965 fou nomenat acadèmic de nombre de la Reial Acadèmia de Ciències Exactes, Físiques i Naturals, prenent-ne possessió el març de 1967 amb el discurs Tectónica pirenaica.
Entre altres honors, el 1962 fou nomenat doctor honoris causa per la Universitat de Dijon, fou membre de la Geological Society of America i de les Societats Geològiques de França i Bèlgica, i fou condecorat amb la gran creu del del Mèrit Militar amb distintiu blanc i comanador amb placa de l'Orde d'Alfons X el Savi.

## Obres[7]
- Delimitación del Carbonífero de la zona la Robla-Vegarienza, León, Boletín del Instituto Geológico y Minero de España. - t. LXIII (1951)
- La terminación meridional del Eoceno Catalan (1952)